# Сухравардия
Сухравардия (араб. سهروردية‎) — суфийское братство (тарикат), основанный учеником Абу Хамида аль-Газали Шихабуддином Абу Хафсом ас-Сухраварди (1145—1234). Тарикат сложился в Багдаде на рубеже XII—XIII вв.

## История
Основателем тариката был суннитский богослов, Шихабуддин Сухраварди. Он проповедовал умеренные суфийские взгляды и активно участвовал в политической жизни Багдада. Идейной основой братства стали труды Сухраварди, Ибн Араби и аль-Газали. Братство придерживалось шафиитской правовой школы (мазхаба) и относило себя к традиции «трезвого» суфизма Джунайда аль-Багдади.
Тарикат широко распространился в Индии, где вел активную деятельность по обращению в ислам индуистов и буддистов. Особая роль в этом принадлежит Джалалуддину Табризи (ум. в 1244 г.). Он способствовал проникновению в тарикат некоторых буддистских и индуистских мировоззренческих положений, местного пантеизма, а также элементов психотехники йоги (суровая аскеза, отказ от мяса и т. д.). Сухравардия практиковала как громкий, так и тихий зикр. Шихабуддин Сухраварди строго придерживался установлений шариата и выступал против радений (сама). Испытательный срок для посвящения учеников (мюридов) в братство длился от трёх до шести месяцев. Во время испытания мюрид ежедневно рассказывал содержание своих снов наставнику (муршиду) для того, чтобы тот определил его уровень готовности. В XVI—XVII вв. братство распалось на ряд самостоятельных ответвлений — бахаия, джалалия, шаттария и т. д. Духовными наследниками основателя братства сухравардия считали себя братства деркавия, шазилия, рахмания и хабибия.

## Силсила
- Мухаммед
- Умар ибн аль-Хаттаб
- Али ибн Абу Талиб
- Увайс ибн Амр
- Муса ибн Язид Раи
- Султан Абу Исхак Ибрахим Адхам
- Шакик Балхи
- Абу Джафар аль-Хаддад
- Джунайд аль-Багдади
- Мимшад Динавари
- Ахмад Асвад Динавари
- Мухаммад аль-Бакри
- Кади Умар аль-Бакри
- Абу Хамид аль-Газали
- Абу ан-Наджид Сухраварди
- Шихабуддин Сухраварди